# Scopula immutata
Pour les articles homonymes, voir Phalène.
Espèce
Scopula immutata, la Phalène des pâturages ou Acidalie des pâturages, est une espèce de lépidoptères (papillons) de la famille des Geometridae.

## Biologie
Bivoltin, le papillon vole en mai-juin puis en juillet-septembre.
Plantes hôtes : Valériane officinale, Reine-des-prés et plantes basses de milieux humides.

## Habitats
Milieux humides, marais, berges, sources ...

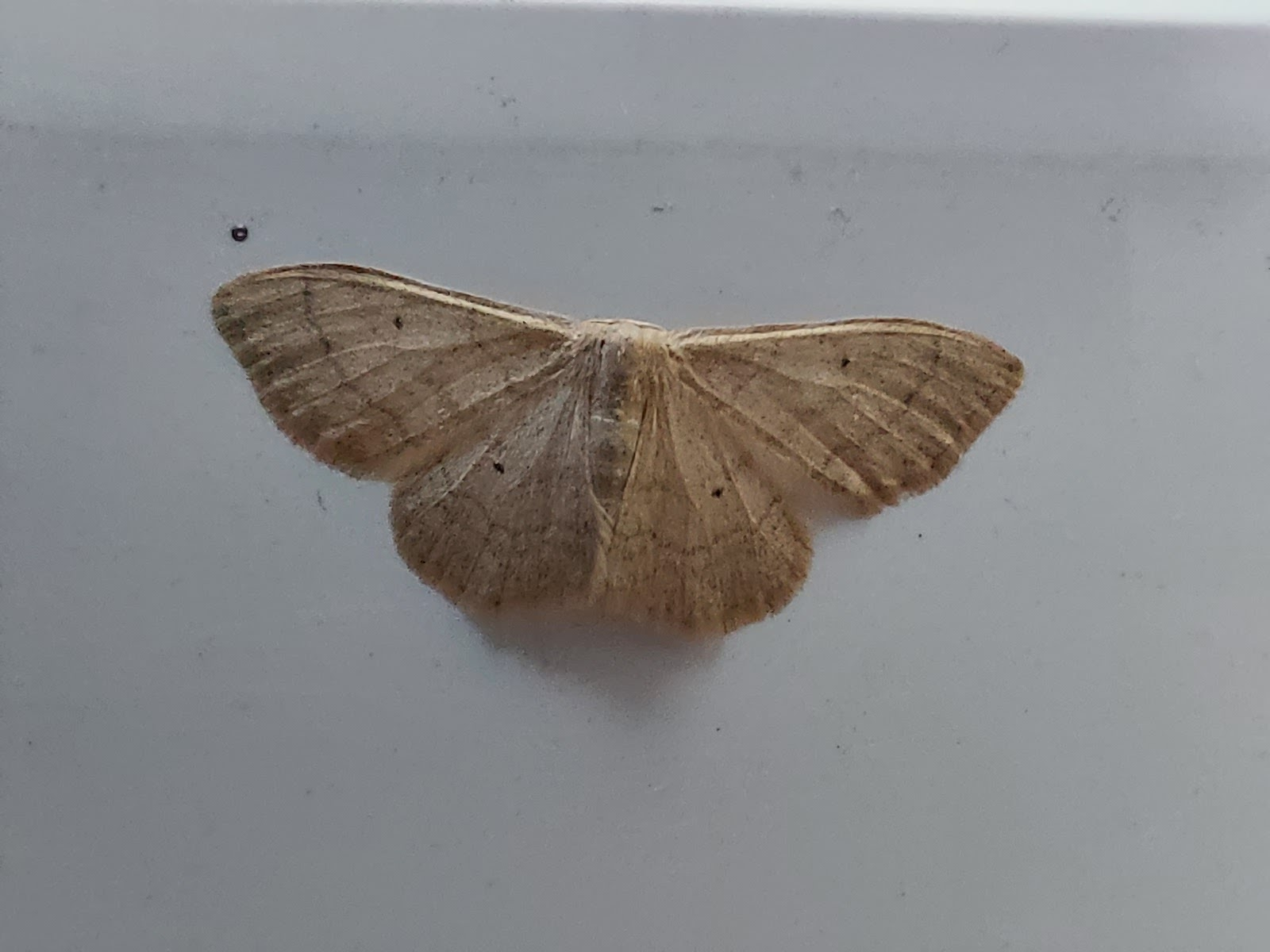
Acidalie des pâturages